# Bălcești (Vâlcea megye)
Bălcești város Vâlcea megyében, Olténiában, Romániában.

## Fekvése
Az Olteț folyó jobb partján, a megye déli részén helyezkedik el. Craiova városától 44 km-re, Râmnicu Vâlceától pedig 86 km-re fekszik.

## Történelem
Első iskoláját 1750-ben alapította Hristodor görög származású tanító.
Városi rangját 2002-ben kapta meg.

## Látnivalók
- Petrache Poenaru emlékháza
- Az Olteț folyó és környéke

## Gazdaság
A településen bútorüzem és szeszgyár található.

## Híres emberek
- Petrache Poenaru - (1799 - 1875) - matematikus, fizikus, közgazdász, feltaláló - a ma is használatos töltőtoll feltalálója